# British Lion
British Lion je debutové sólové studiové album Stevea Harrise s jeho novou kapelou British Lion. Album vyšlo 24. září 2012 přes vydavatelství EMI. Album produkoval Steve Harris a konečný mix pak provedl Kevin Shirley.

## Seznam skladeb
Všechny skladby napsali Steve Harris, Richard Taylor a David Hawkins, pokud není uvedeno jinak.
| Pořadí         | Název                  | Autor                                                                         | Délka |
| -------------- | ---------------------- | ----------------------------------------------------------------------------- | ----- |
| 1.             | This is my God         |                                                                               | 4:57  |
| 2.             | Lost Worlds            |                                                                               | 4:58  |
| 3.             | Karma Killer           |                                                                               | 5:29  |
| 4.             | Us Against the World   |                                                                               | 4:12  |
| 5.             | The Chosen Ones        | Harris, Taylor                                                                | 6:27  |
| 6.             | A World without Heaven | Barry Fitzgibbon, Harris, Grahame Leslie, Gary Liederman, Ian Roberts, Taylor | 7:02  |
| 7.             | Judas                  |                                                                               | 4:58  |
| 8.             | Eyes of the Young      | Harris, Leslie, Roberts, Taylor                                               | 5:25  |
| 9.             | These are the Hands    |                                                                               | 4:28  |
| 10.            | The Lesson             |                                                                               | 4:15  |
| Celková délka: | Celková délka:         | Celková délka:                                                                | 52:11 |

## Obsazení
- Steve Harris – baskytara
- Richard Taylor – zpěv
- David Hawkins – kytara, klávesy
- Grahame Leslie – kytara
- Barry Fitzgibbon – kytara
- Simon Dawson – bicí
- Ian Roberts – bicí
- Richard Cook – bicí

Produkce
- Steve Harris – producent
- Richard Taylor – producent
- David Hawkins – producent
- Kevin Shirley – mixing
- Ade Emsley – mastering